# 聖トーマス教会
トーマス教会（Thomaskirche、ドイツ語では語頭に「聖」を付けないのが正式）は、ドイツ・ライプツィヒに所在するルター派教会である。

## 歴史
この教会はドイツ福音主義教会に加盟しているザクセン福音ルター派州教会に属している。12世紀から原型となる教会が存在したが、現在の建物は1496年に献堂式が行われた。

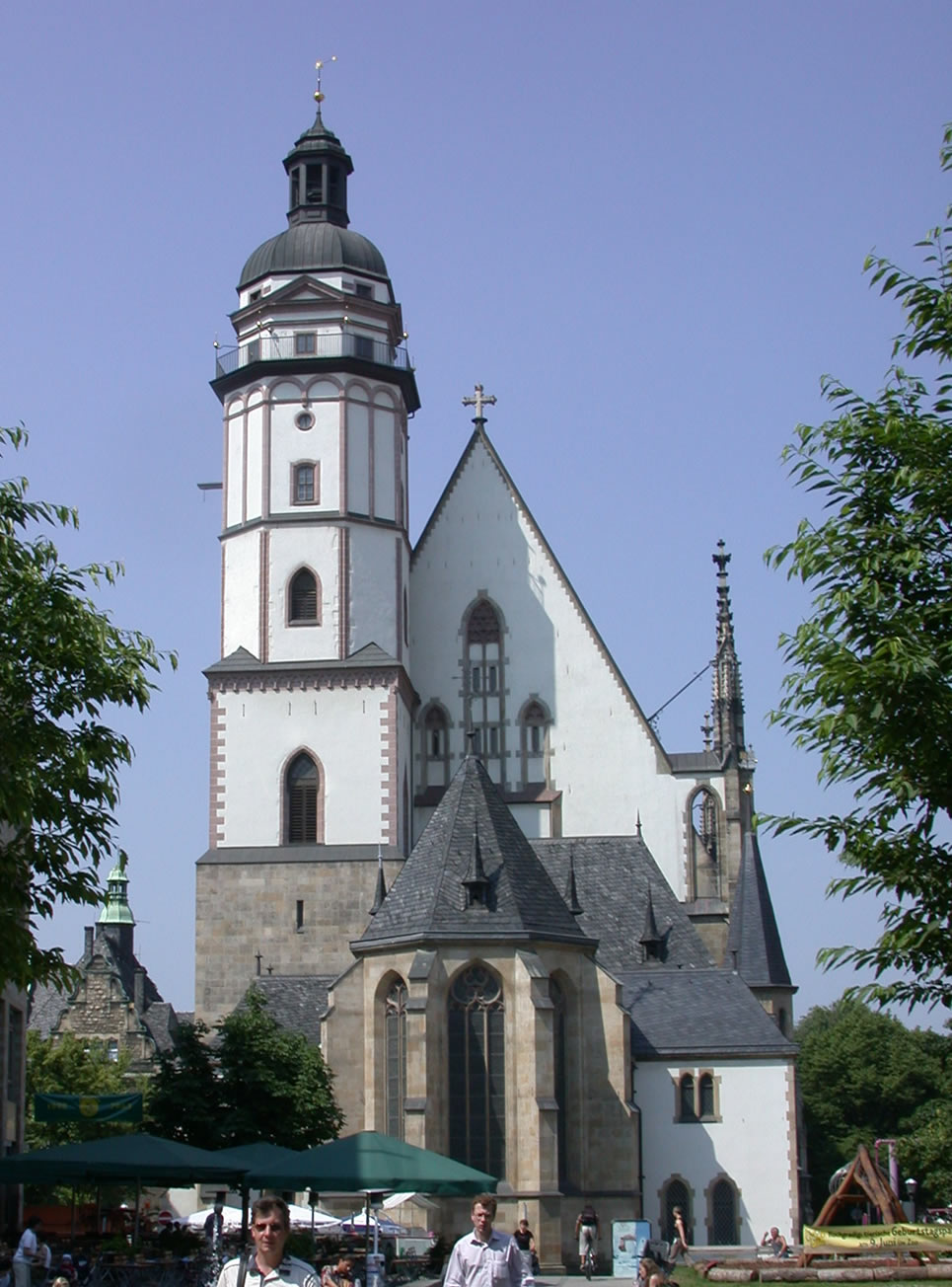
ライプツィヒのトーマス教会

従来は真東に向いているとされていたが、2011年に高田邦夫によって、祭壇が一般席に対し約10度ずれていると指摘された。
音楽監督（カントル）はトーマスカントルと呼ばれ、ヨハン・ヘルマン・シャイン、ヨハン・クーナウ、J.S.バッハ、カール・シュトラウベ、ギュンター・ラミンなど著名な人が多い。
バッハはトーマスカントル就任後に毎週、年間約50曲のカンタータを作曲・演奏するという精力的な活動をトーマス教会のために行なった。マタイ受難曲などもここで初演されたことが分かっている。また彼の墓があることでも知られる。
宗教改革者マルティン・ルターは、1539年ペンテコステの主日に、この教会の講壇に立ち説教をした。